# Château de Caylus
 (février 2022).
Si vous disposez d'ouvrages ou d'articles de référence ou si vous connaissez des sites web de qualité traitant du thème abordé ici, merci de compléter l'article en donnant les références utiles à sa vérifiabilité et en les liant à la section « Notes et références ».
Le château de Caylus ou de Cailus, est un château-fort situé à Rouairoux, dans le Tarn, en région Occitanie (France). Bâti au cours du XVe siècle, cette belle demeure fortifiée fut le siège d'une baronnie puis d'un marquisat.

## Historique
Certainement élevé au XVe siècle, le château du Caylus représente le centre historique de l'actuel village de Rouairoux. Dès la construction du château, il semble que la famille de Bernon (ou de Vernon) en soit propriétaire, un certain Nicolas de Bernon étant cité seigneur de Caylus dans la première moitié du XVe siècle. Il achète par ailleurs l'office royal de forestier pour la cité d'Angles-du-Tarn, qu'il octroie à son fils, Jean de Bernon. Une première version veut que cette famille ait conservé le château de Caylus jusqu'au XVIIIe siècle. Néanmoins, il apparait qu'elle est héritée en dot par Étienne de Caylus (ou Cailus), seigneur de Colombières-la-Gaillarde, le 12 novembre 1538, lors de son mariage avec Béatrix de Bernon. Tout d'abord simple seigneurie dépendant du comté de Castres, Caylus, qui comprend de nombreuses terres aux alentours jusqu'au village de Sauveterre et son château, est élevée au rang de baronnie par lettres patentes de janvier 1680, au profit de Jean de Caylus, arrière-petit-fils du précédent. Cette baronnie devient ensuite un important marquisat, et le marquis Joseph-François de Caylus obtient le droit de renommer le village sous le nom de sa famille, en août 1749. Il faudra ensuite attendre 1802, pour que le village retrouve son nom de Rouairoux.
Au début du XIXe siècle, Pierre Antoine Louis Euremond Poumayrac de Masredon (1770-1851) acquiert l'édifice, avant de devenir maire du village. Après ce court passage dans la famille Poumayrac de Masredon, la bâtisse est revendue, et passe entre différentes mains jusqu'à aujourd'hui.

Les armes de la famille de Bernon, De gueules au chevron d'or, accompagnée de trois étoiles de même au croissant d'argent, en chef, brochant sur la pointe du chevron ; au chef cousu d'azur, chargé de trois étoiles d'argent.
Les armes de la famille de Caylus, D'or, au léopard lionné de gueules accompagné de seize étoiles de même en orle.

## Architecture
Le château de Caylus est une belle demeure se composant d'un grand corps de logis sur quatre étages orienté à l'Ouest et flanqué d'une puissante tour carrée à l'angle Sud-Ouest. Celle-ci peut s'apparenter à un donjon. Une aile sur trois étages s'articule en équerre à partir de l'angle Nord-Est du corps de logis. Cette partie est agrémentée d'une tourelle d'angle circulaire, remaniée au XIXe siècle, avec par exemple de faux mâchicoulis décoratifs. Afin d'offrir un confort général à l'ancien château-fort, des fenêtres à meneaux ont été percées à la Renaissance. Les toitures sont en ardoises, et le château présente une cour d'honneur comportant une petite fontaine.

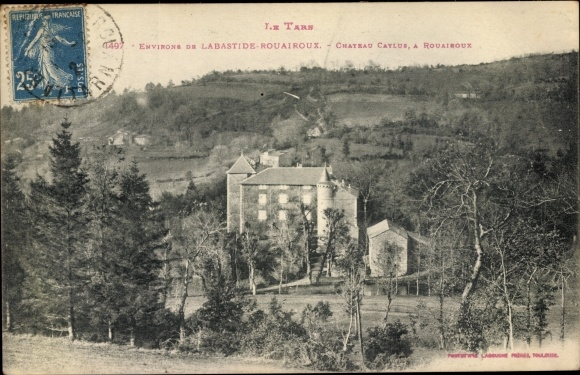
Une carte postale du château de Caylus, début XXe siècle.

## Archéologie
En 2018, à la suite de volontés de travaux de la part des propriétaires du château, des fouilles archéologiques sont réalisées. Elles ont permis de mettre au jour des murs d'origines médiévales. Leur état ne permet pas d'affirmer qu'ils ont servi pour des habitations ou simplement pour du soutènement. Avec ces murs, des traces de tuiles viennent confirmer la présence de bâtis anciens datant du Ve siècle. Ces découvertes ont permis de confirmer l'intérêt des vestiges archéologiques probablement encore sous terre, dans la motte castrale.